# Concert per a fagot (Hummel)
El Concert per a fagot en fa major, S.63, WoO23, fou escrit a Viena cap a l'any 1805 per Johann Nepomuk Hummel (1778-1837), compositor, intèrpret i director de molt de renom a tot Europa a la seva època.
El concert està format per tres moviments: 
- Allegro moderato, Romanza
- Andantino e Cantabile
- Rondo. Vivace.

Hummel va compondre aquesta obra cap al 1805, però no hi ha cap registre sobre la primera vegada que fou interpretada en concert. A més a més aquest “Grand Concerto” ha romàs sense publicar i sense conèixer-se fins fa relativament poc, ja que el manuscrit aparegué a la British Library anys enrere.
Joel Sachs, un musicòleg que ha seguit de ben a prop la biografia de J. N. Hummel, datà el concert amb aquest any especulatiu, ja que es basà en la dedicatòria que hi havia escrita com a títol: “di Vienna… per il Sigr Griesbacher”. William Waterhouse escriví que era imposible identificar qui era el “Signor Griesbacher” exactament tot i que el candidat que més s'hi acostava era Raimund (1751 o 1752- 1818), un fabricant d'instruments de la cort de Vienna del 1800.

## Gravacions destacades
- Valelry Popov. Valery Popov, bassoon. Phoenix, 1987.
- Klaus Thunemann. Hummel und Weber Fagottkonzerte. Philips, 1991.
- Dag Jensen. Fagott Konzerte. Königsdorf: Capricci. Delta Music GmbH, 1996.
- Claudio Gonella. Hummel: Bassoon Concerto in F. Naxos, 1999.